# Salix vulpina
Salix vulpina es una especie botánica de sauce nativa de Japón y del sur de Kuriles (Rusia).
Es un arbusto caducifolio, alcanzando 2 m de altura.

## Taxonomía
Salix vulpina fue descrita por Nils Johan Andersson y publicado en Mem. Am. Acad. 6: 452. 1859.
Etimología
Salix: nombre genérico latino para el sauce, sus ramas y madera.
vulpina: epíteto latino que significa "de zorros".
Sinonimia
- Salix psiloides Kom.[4]